# Zone Europa
A Zone Europa egy filmcsatorna volt, mely a legkülönbözőbb európai műfajokat és stílusokat mutatta be.

## Története
A csatorna 1999. március 15-én indult Lengyelországban Wizja Le Cinema néven. 2002-ben felvette a Le Cinema, majd 2003 áprilisában az Europa Europa nevet.
A Zone Europa műsorideje hétköznapokon 14 órás, hétvégén 20 órás volt. A televízió Európában és Dél-Amerikában tizenhat országban volt elérhető és a csatorna 8 millió előfizetővel rendelkezett. A csatorna többek között a Universal Pictures, Film Four, British Film Institute, M6 és a Sogepaq által forgalmazott filmeket vetített.
A magyar változat 2004-ben indult. 2006-ban a csatorna felvette a Zone Europa nevet, és új arculatot is kapott. 2009. április 30-án éjfélkor a csatorna befejezte magyarországi működését, a csatorna több filmjét a Filmmúzeum (jelenleg Film Mánia) vette át.
A filmcsatorna a magyar változat megszűnése óta csak Lengyelországban sugárzott, 2012. december 3. óta CBS Europa néven. 2024. augusztus 21-én a csatorna Film Cafe-ra változtatta a nevét.
Magyarországon a csatorna hangja Albert Péter volt.

## Régebbi nevei
- Wizja Le Cinema (1999. március 15. – 2002. február 28.)
- Le Cinema (2002. március 1. – 2003. április 19.)
- Europa Europa (2003. április 20. – 2006. június 25.)
- Zone Europa (2006. június 26. – 2012. december 2.)[6]
- CBS Europa (2012. december 3. - 2024. augusztus 21.)[7]